# الكونغو، أية سينما!
الكونغو، أية سينما! (بالفرنسية: Le Congo, quel cinéma!)‏ هُو فيلم وثائقي صدر سنة 2005 وأخرجه جاي بومانياما زاندو.

## ملخص الفيلم
خلال بداياتها، كانت السينما الكونغولية تعتمد بشكل كبير على الدعاية والأفلام التربوية خلال الحقبة الاستعمارية. في الوقت الحاضر، تواجه الإنتاجات المحلية صعوبة في الحفاظ على أدائها، ويتساءل صانعو الأفلام الكونغوليون عن مُستقبل السينما التي تفتقر لأي نوع من الدعم. يعرض الفيلم قصة ثلاثة تقنيين كونغوليين (كلود موكندي، وبيير ميكو، وبول مانفيديا-كلار) والمخرج فرديناد كانزا، هذا الأخير كان قد برز بشكل كبير بإنتاجاته في الفترة 1970-1980 وكان يعمل في الإذاعة والتلفزيون الوطني في جمهورية الكونغو الديمقراطية.